# Amjyot Singh
Amjyot Singh Gill (in hindī अमज्योत सिंह गिल; Chandigarh, 27 gennaio 1992) è un cestista indiano.

## Carriera
Con l'India ha disputato quattro edizioni dei Campionati asiatici (2011, 2013, 2015, 2017).